# 모델 압축
모델 압축(Model compression)은 기계학습 모델의 크기를 줄이는 기술이다.

## 종류

### 가지치기
불필요한 매개변수를 0으로 줄인다.

### 양자화
매개변수를 나타내는 바이트 수를 줄인다.